# Chabówka
Chabówka is een plaats in het Poolse district Nowotarski, woiwodschap Klein-Polen. De plaats maakt deel uit van de gemeente Rabka-Zdrój en telt 1600 inwoners.

## Verkeer en vervoer
- Station Chabówka